# Minidisco
Minidisco (voorheen DD Company) is een Nederlands muziekduo uit Katwijk dat zich voornamelijk richt op kinderen. De muziek en de teksten worden geschreven door Jan van der Plas, die al eerder in de band Les Zazous speelde. De groep zingt vooral traditionele kinderliedjes. 

## Geschiedenis
DD Company, opgericht door Didi Dubbeldam, heeft zijn oorsprong op het Spaanse vakantie-eiland Mallorca, waar het een groothandel in entertainmentattributen voor hotels uitbaatte. Didi komt in contact met Jan van der Plas, beter bekend als Les Zazous, uit hun gezamenlijke geboorteplaats Katwijk aan Zee. Samen componeren ze een aantal kinderliedjes voor een verzamel-cd met de titel "Minidisco".
Vanwege de beperkte aandacht die kinder-cd's ontvangen in platenwinkels en media, besluit DD Company om de kinderliedjes te integreren in het entertainmentprogramma van vakantieparken, campings en speelparadijzen. Op deze locaties worden tevens de Minidisco-cd's te koop aangeboden. Deze strategie blijkt een groot succes en het album vindt gretig aftrek. Tienduizenden exemplaren worden verkocht.
Later hebben ze Minidisco overgenomen als hun artiestennaam.